# Aletta Jacobsprijs
De Aletta Jacobsprijs is een prijs die om het jaar door de Rijksuniversiteit Groningen wordt uitgereikt aan "een vrouw met een academische opleiding die een voortrekkersrol vervult op emancipatiegebied en een voorbeeldfunctie vervult voor andere vrouwen". De prijs is genoemd naar Aletta Jacobs, de eerste vrouw die afstudeerde aan een Nederlandse universiteit, namelijk de Groningse universiteit.
Tot nu toe is de prijs toegekend aan:
- 1990 - Marga Bruyn-Hundt (econome, publiciste en feministe; medeoprichter van het maandblad Opzij)
- 1992 - Geertje Lycklama à Nijeholt (hoogleraar en politica)
- 1994 - Liesbeth Brandt Corstius (kunsthistorica en oud-museumdirecteur met een grote inzet voor vrouwelijke kunstenaars)
- 1996 - Jenny Goldschmidt (juriste en hoogleraar aan de Universiteit Utrecht; van 1996 tot 2003 voorzitter van de Commissie gelijke behandeling)
- 1998 - Gunilla Kleiverda (1955; gynaecoloog, sinds 2001 actief bij Women on Waves[1][2][3][4])
- 2000 - Hilda Verwey-Jonker (sociologe en politica van de SDAP en later de PvdA; publiciste met veel aandacht voor emancipatievraagstukken)
- 2002 - Hedy d'Ancona (sociologe, sociaal geografe, politica en feministe)
- 2004 - Gabi van Driem (feministisch advocaat)
- 2006 - Riek Bakker (stedenbouwkundige)
- 2008 - Lilian Gonçalves-Ho Kang You (Surinaamse juriste en mensenrechtenactiviste die in Nederland woont en werkt, en zich inzet voor de mensenrechten en in het bijzonder voor de rechten van vrouwen)
- 2010 - Neelie Kroes[5] (politica van de VVD; van 2004 tot 2014 Europees Commissaris)
- 2012 - Els Borst[6] (hoogleraar, politica voor D66, minister van Volksgezondheid in de kabinetten Kok I en Kok II, tweede vicepremier in het kabinet-Kok II en minister van staat)
- 2014 - Noeleen Heyzer (uitvoerend secretaris van de Economische en Sociale Commissie van de Verenigde Naties voor Azië en de Stille Oceaan (ESCA) en Singaporees speciaal adviseur van de secretaris-generaal van de Verenigde Naties voor Oost-Timor, met veel ervaring met en aandacht voor vraagstukken betreffende vrouwen, gender en ontwikkeling)
- 2016 - Petra Stienen[7] (politica, arabist en diplomaat; lid van de Eerste Kamer voor D66; commentator in nieuwsprogramma's over zaken in de Arabische wereld, met veel aandacht voor mensenrechten en de positie van de vrouw in Arabische landen)
- 2018 - Lilianne Ploumen[8] (politica; lid van de Tweede Kamer; oud-partijvoorzitter van de PvdA; minister voor Buitenlandse Handel en Ontwikkelingssamenwerking in het kabinet-Rutte II; oprichter van het steunfonds She Decides, een internationaal fonds voor veilige abortussen, seksuele voorlichting en kraamzorg in arme landen, gelanceerd als antwoord op de verwachte effecten van de herinvoering in de Verenigde Staten van de maatregel die verbiedt dat Amerikaanse overheidsgelden door organisaties worden gebruikt om wereldwijd abortussen uit te voeren)
- 2020 - Khadija Arib[9] (Marokkaans-Nederlands politica van de PvdA; lid van de Tweede Kamer; voorzitter van de Tweede Kamer; medeoprichter en oud-voorzitter van de Marokkaanse Vrouwen Vereniging Nederland)
- 2022 - Rebecca Gomperts[10] (Nederlandse arts, voorvechter voor een veilige en legale abortus, oprichter van Women on Waves)